# Лекальный кирпич

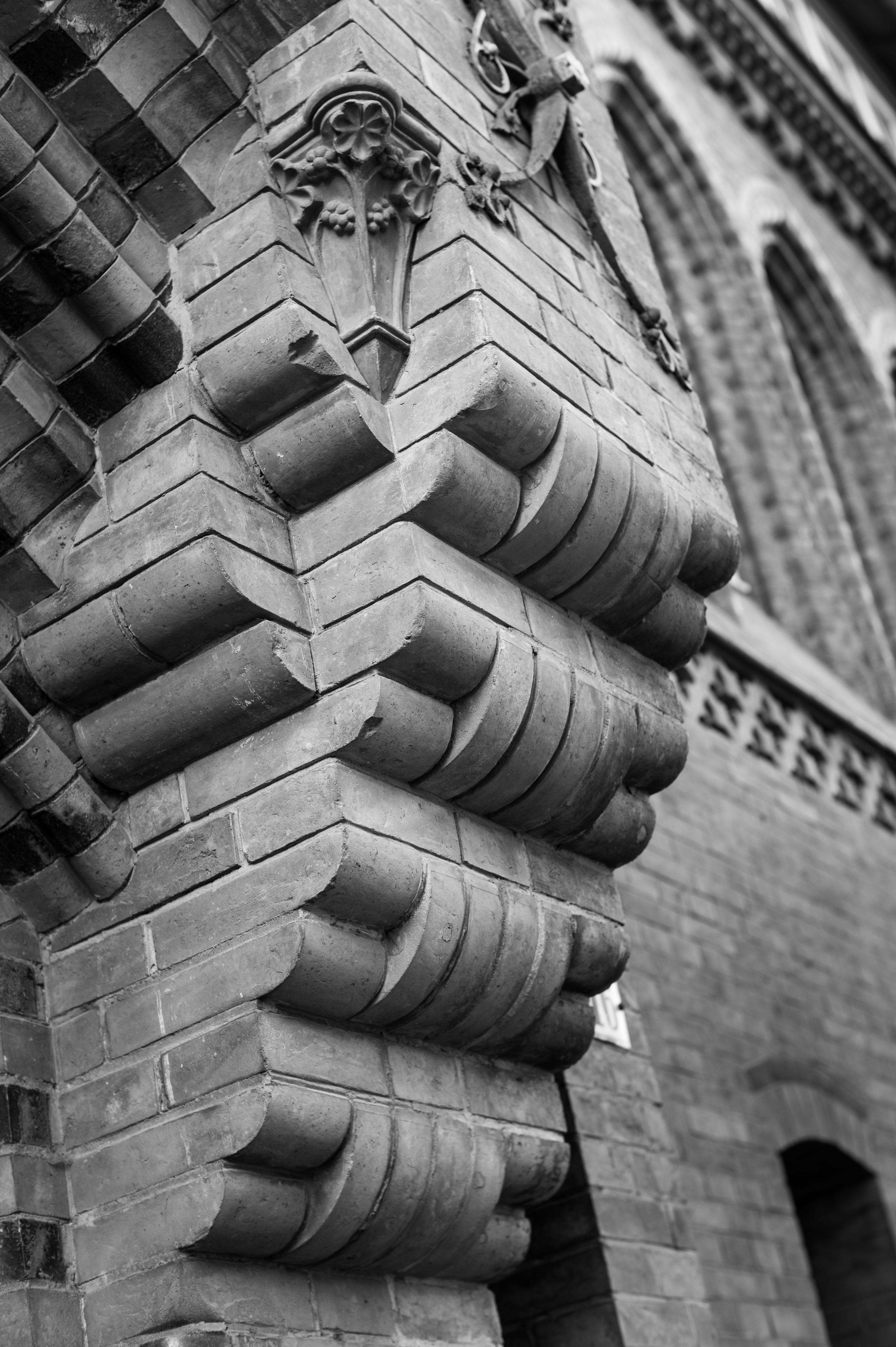
Кладка из лекальных кирпичей (образец работы Ганноверской архитектурной школы)

Лекальный кирпич — кирпич, изготовляемый в виде деталей разной формы, с плоскими постелями и криволинейными боковыми гранями, например с вырезом в форме сегмента цилиндра.
Употребляется вместо обыкновенного кирпича при кладке колонн, дымовых труб, декоративных элементов на фасадах и других частей сооружений с криволинейными очертаниями, чтобы избежать обтёсывания, которое уменьшает прочность кирпича.